# 細見典男
細見 典男（ほそみ のりお、1950年4月12日 - ）は、日本の実業家。日本水産代表取締役社長を経て、同社代表取締役会長。日本冷蔵倉庫協会会長や大日本水産会副会長等も務めた。

## 人物・経歴
京都府丹後出身。1973年北海道大学水産学部食品学科卒業。大学院進学を考えていたが父が死去したため断念し学内選抜により日本水産に入社。シアトル駐在等を経て、2003年取締役。2007年常務取締役。2009年取締役専務執行役員。2011年代表取締役専務執行役員。事業推進本部長として水産、食品ファインケミカルなど事業全般を担当した。
2012年日本水産代表取締役社長・最高経営責任者に昇格。2015年日本冷蔵倉庫協会会長。同年駐日フランス大使館でフランス共和国国家功労勲章オフィシエを受章。2016年第49回食品産業功労賞受賞。
2017年日本水産代表取締役会長。同年には社長不在の中鮭鱒養殖事業の好転などで過去最高益を実現した。大日本水産会副会長、食品産業中央協議会副会長等も歴任。2021年旭日中綬章受章。